# AIDA Hrvatska
AIDA Hrvatska je hrvatska organizacija koja organizira natjecanja, promovira ronjenje na dah i educira o ronjenju na dah.

## Kratka povijest AIDA Hrvatske
- 2001. - prve AIDA rezultate kao hrvatski državljani ostvaruju Melita Adany, Ana Karlaš i Željko Vedriš

- Listopad 2001. - po prvi puta ronioci na dah iz Hrvatske predvođeni voditeljem ekipe Kristijanom Curavićem sudjeluju na ekipnom AIDA Svjetskom prvenstvu

- Lipanj 2003. - Melita Adany, Ana Karlaš, Željko Vedriš, Vedran Jutronić i Elvis Dombaj osnivaju sa sjedištem u Rijeci udrugu AIDA Hrvatska kao punopravnu članicu AIDA International

- Svibanj 2004. - prvi AIDA instruktori u Hrvatskoj postaju Joško Meter, Boris Jurić, Marko Kleončić i Damir Detić

- Lipanj 2004. - održan prvi AIDA tečaj u Hrvatkoj, prvi obučeni AIDA ronioci na dah postaju Domagoj Popić, Dean Luka Domikulić, Teo Ban, Stipica Balić, Denis Stručić i Martin Pekić

- Svibanj 2005. - prvi AIDA međunarodni suci iz Hrvatske postaju Marko Kleončić i Damir Detić

- Srpanj 2005. - organiziran prvi službeni trening u Hrvatskoj s ciljem verifikacije postizanja preduvjeta za nastup na AIDA Svjetskom prvenstvu

- Rujan 2005. - po prvi puta udruga predstavljena javnosti na internetu na vlastitoj web stranici na adresi www.aida.hr

- Listopad 2005. - doneseni interni Pravilnici i Postupnici koji detaljno određuju procedure i način rada udruge, formirana lista nacionalnih rekorda i lista nacionalnih AIDA rezultata te liste AIDA ronioca, instruktora i sudaca te održan seminar za nacionalne suce

- Studeni 2005. - u suorganizaciji s RK Submania održano prvo AIDA natjecanje u Hrvatskoj rangirano kao "A.I.D.A. National Competition with Guests - Intl. ranking" na kojem je sudjelovalo 29 natjecatelja iz 3 zemlje

- Siječanj 2006. - registrirane promjene statuta, sjedišta i vodstva udruge donesene na skupštini održanoj u lipnju 2005.

- Srpanj 2007. - prvi puta hrvatski natjecatelj osvaja medalju na AIDA svjetskom prvenstvu - Karla Fabrio Čubrić osvaja dvije bronce u disciplinama dinamika i dinamika bez peraja na Svjetskom prvenstvu u Mariboru u Sloveniji.

- Listopad 2008. - Veljano Zanki je u disciplini No Limit zaronio 101 metar i tako postao prvi Hrvat koji je zaronio u dubinu preko sto metara.

- Studeni 2008. - Na izvanrednoj skupštini održanoj 23. studenog u Zagrebu, izabran je novi Upravni odbor AIDA HR u sljedećem sastavu: Karla Fabrio Čubrić predsjednik, Melita Adany dopredsjednik, Goran Čolak tajnik, Vedrana Vidović član UO zadužen za edukaciju, Tomislav Sviličić član UO zadužen za natjecanja.

- Travanj 2010. - Na Izvarednoj skupštini održanoj 21. travnja 2010. godine u Rijeci izabran je novi Upravni odbor AIDA HR u sljedećem sastavu: Melita Adany predsjednik, Mia Rizner dopredsjednik, Hrvoje Badurina tajnik, Vedrana Vidović član UO zadužen za edukaciju, Karla Fabrio Čubrić član UO zadužen za natjecanja.

- Ožujak 2011. - Na redovnoj skupštini održanoj 30. ožujka 2011. godine u Rijeci izabran je novi Upravni odbor AIDA HR u sljedećem sastavu: Melita Adany predsjednik, Mia Rizner dopredsjednik, Vedran Jutronić tajnik, Vedrana Vidović član UO zadužen za edukaciju, Mario Žužić član UO zadužen za natjecanja.

- Listopad 2011. - Goran Čolak, hrvatski reprezentativac u ronjenju na dah je na 6.AIDA Svjetskom prvenstvu u ronjenju na dah koje se od 07. do 16. listopada 2011. održavalo u Lignanu (Italija), postao svjetski prvak u diciplini DYN s 273 metra te postavio novi svjetski rekord za tu disciplinu, viceprvak u disciplini DNF sa 194 metra a u disciplini STA je postao svjetski prvak s rezultatom od 8:10 minuta. Dajana Zoretić je osvojila dvije brončane medalje u disciplinama DYN s 200 metara i DNF sa 153 metara. Lidija Lijić Vulić u finalu je osvojila 5 mjesto sa 189 metara u disciplini DYN.

- Rujan 2012. - Na AIDA Svjetskom ekipnom prvenstvu u Nici (Francuska) od 08. rujna 2012. do 16. rujna 2012. članovi Hrvatske reprezentacije : Veljano Zanki, Goran Čolak i Božidar Petani osvojili su 1. mjesto ekipno i tako postali ekipni svjetski prvaci. Na putu prema tronu pomogli su trener Ivan Drviš i fizioterapeut Velimir Kukas.

- Lipanj 2013. - Na Individualnom AIDA bazenskom Svjetskom prvenstvu u Beogradu (Srbija) u finalu dinamike bez peraja (DNF) Goran Čolak je osvojio zlatnu medalju i okitio se naslovom svjetskog prvaka s preronjenih 206 m, dok je Vanja Peleš preronio je 200 m te osvojio srebro. U ženskom finalu Katarina Turčinović je srebrna sa 175 metara a Lidija Lijić Vulić je osvojila 5 mjesto sa 152 metra.
- Lipanj 2013. - Na Individualnom AIDA bazenskom Svjetskom prvenstvu u Beogradu (Srbija) u finalu dinamike s perajama (DYF) Goran Čolak je osvojio zlatnu medalju i okitio se naslovom svjetskog prvaka s preronjenih 281 metara te ujedno i postavio novi AIDA svjetski rekord. U ženskom finalu Katarina Turčinović je brončana s 212 metara što je i novi Hrvatski rekord a Lidija Lijić Vulić je osvojila 4 mjesto s 204 metra što je bilo preko dužine hrvatskog rekorda.
- Lipanj 2013. - Na Individualnom AIDA bazenskom Svjetskom prvenstvu u Beogradu (Srbija) u finalu apnea statike (STA) Goran Čolak je osvojio zlatnu medalju i okitio se naslovom svjetskog prvaka s rezultatom od 8:59 minuta zadržavanja daha i na taj način postao svjetski prvak u sve tri bazenske discipline.
- Ožujak 2014. - Na redovnoj skupštini održanoj 28. ožujka 2014. godine u Splitu izabran je novi Upravni odbor AIDA HR u sljedećem sastavu: Mario Žužić predsjednik, Lidija Lijić Vulić dopredsjednik, Vedran Jutronić tajnik, Vedrana Vidović član UO zadužen za edukaciju, Vedran Milat član UO zadužen za natjecanja i izbornik reprezentacije.

## Podjela disciplina

### Bazenske discipline
- Dinamika bez peraja (DNF)
- Dinamika s perajama (DYN)
- Statična apnea (STA)

### Dubinske / morske discipline
- Ronjenje s konstantnim opterećenjem bez peraja (CNF)
- Ronjenje s konstantnim opterećenjem (CWT)
- Slobodno poniranje (FIM)

### Nisu natjecateljske / samo za obaranje rekorda
- Ronjenje s promjenjivim opterećenjem  (VWT)
- Bez ograničenja  (NLT)

## Unutarnje poveznice
- Trenutni hrvatski rekordi u ronjenju na dah

## Vanjske poveznice
- Službene stranice AIDA Hrvatska  Arhivirana inačica izvorne stranice od 23. studenoga 2015. (Wayback Machine)
- Službene stranice AIDA International